# Braunsteich
Der Braunsteich, obersorbisch Brusnik, ist ein Gewässer östlich von Weißwasser in Sachsen.

## Lage und Ausdehnung
Der Braunsteich grenzt unmittelbar an den östlichen Stadtrand von Weißwasser. Von der Stadt trennt ihn nur die stillgelegte Bahnstrecke Weißwasser–Bad Muskau. Seine Wasseroberfläche hat eine Ausdehnung von etwa 44 ha. Im südlichen Teil geht der Teich in eine ausgedehnte Moorlandschaft über und ist fast vollständig mit Schilf bewachsen. Die Nordhälfte des Teiches ist unbewachsen und wird von Anglern genutzt. In ost-westlicher Richtung führt eine 1994 restaurierte Fußgängerbrücke quer über den Teich.

## Geschichte
Der Braunsteich wurde im 15. Jahrhundert künstlich angelegt, um für die Keulahütte in Krauschwitz Wasser bereitzustellen. Dazu wurde der in nördlicher Richtung fließende Rotwassergraben mittels eines Damms, auf dem man heute noch entlanglaufen kann, angestaut. Am Anfang des 20. Jahrhunderts wurde am Nordostufer des Teiches das „Waldhaus“, eine Ausflugsgaststätte mit Tanzlokal, errichtet. Im März 1936 durch einen Brand zerstört, wurde es 1938 wieder aufgebaut und ist heute ein beliebtes Ausflugsziel mit Biergarten am Wasser. Das Waldhaus ist für Feierlichkeiten bis 120 Personen und die Bewirtung von Reisegruppen bekannt. Im Jahr 1929 spielte eine Weißwasseraner Eishockeymannschaft erstmals auf dem Braunsteich.
Ursprünglich wurde der Braunsteich durch den Rotwassergraben gespeist. Nachdem dieser vom Tagebau Nochten abgeschnitten wurde, wird zur Speisung Tagebauwasser in den Braunsteich eingeleitet.

## Flora und Fauna
Der Braunsteich befindet sich mitten in einem Sander des Muskauer Faltenbogens. Die Vegetation im Umfeld ist daher vor allem durch Kiefern geprägt. Charakteristisch im näheren Umfeld des Teiches ist die Lausitzer Tieflandsfichte, eine Unterart der Fichte. In den Moorgebieten südlich des Teiches trifft man neben typischen Moorpflanzen vor allem auf Weißbirken. Der Saum des Sees ist von Schilf bestanden.
Das auffälligste Tier am Braunsteich ist der Höckerschwan. Daneben leben am Teich und im Schilf auch verschiedene Arten von Enten. Auf Grund seines Fischreichtums wird der Teich als Angelgewässer genutzt.

## Natur- und Landschaftsschutzgebiet
Der Südbereich des Braunsteiches inkl. seines Zuflusses ist mit einer Fläche von 124 ha als Naturschutzgebiet geschützt und das gesamte Gewässer mit Uferbereich und nordöstlich gelegenem Teilstück des Muskauer Faltenbogens mit einer Fläche von 615 ha als Landschaftsschutzgebiet.
Vom Braunsteich führt in östliche Richtung der Braunsteichgraben, über den der Braunsteich entwässert wird.